# Scheibentheorie
Die Scheibentheorie ist ein Teil der Festigkeitslehre bzw. der Technischen Mechanik und befasst sich mit der Berechnung der Spannungen und Verformungen von Scheiben. Unter Scheiben werden ebene Flächentragwerke verstanden, die ausschließlich durch Kräfte belastet werden, die in ihrer Ebene wirken (Scheibenspannungszustand).
Im Unterschied dazu werden ebene Flächentragwerke, die allein durch Kräfte orthogonal zu ihrer Ebene belastet werden, als Platten bezeichnet (siehe auch Plattentheorie).
Als Hilfsmittel zur analytischen Berechnung des Scheibenspannungszustandes dient die Airysche Spannungsfunktion. Es handelt sich um eine Funktion der Ortskoordinaten der Scheibenmittelebene. Ihr Bipotential muss überall null sein, und sie muss die Randbedingungen erfüllen.
Für praktische Berechnungen werden in der Regel numerische Verfahren verwendet, z. B. die Finite-Elemente-Methode oder die Finite-Differenzen-Methode.
Angewendet wird die Scheibentheorie z. B. in der Baustatik, im Schiffbau und in der Eismechanik.